# Дігтярка (Роменський район)
Дігтя́рка —  село в Україні, у Роменському районі Сумської області. Населення становить 45 осіб. (Уточнення: на 1.01.2010 року населення села становить 14 осіб, що мешкають у 7 дворах, з них непенсійного віку 4 жителі). Входить до складу Недригайлівської селищної громади. До 2020 року орган місцевого самоврядування — Засульська сільська рада.

## Географія
Село Дігтярка знаходиться за 2 км від правого берега річки Терн, за 3 км від правого берега річки Сула. На відстані 1 км розташоване село Холодний Яр. До села примикає великий лісовий масив (дуб, сосна).

## Історія
12 червня 2020 року, відповідно до розпорядження Кабінету Міністрів України № 723-р «Про визначення адміністративних центрів та затвердження територій територіальних громад Сумської області», село увійшло до складу Недригайлівської селищної громади.
19 липня 2020 року, в результаті адміністративно-територіальної реформи та ліквідації Недригайлівського району, село увійшло до складу новоутвореного  Роменського району.

## Населення

### Мова
Розподіл населення за рідною мовою за даними перепису 2001 року:
| Мова       | Кількість | Відсоток |
| ---------- | --------- | -------- |
| українська | 42        | 93.33%   |
| російська  | 3         | 6.67%    |
| Усього     | 45        | 100%     |